# Suzanne Briet
Renée-Marie-Hélène-Suzanne Briet (/ˈbreɪ/; pronunciació francesa: [bʁie]; 1 de febrer de 1894 a París, França - 1989 a Boulogne, França), coneguda com a "Madame Documentation", va ser bibliotecària, autora, historiadora, poeta i visionària més coneguda pel seu tractat Qu'est-ce que la documentation? (Què és la documentació?), Un text fonamental en l'estudi modern de les ciències de la informació. També és coneguda pels seus escrits sobre la història de les Ardenes i el poeta Arthur Rimbaud.
El seu tractat Qu'est-ce que la documentation? ofereix una visió de la documentació que va més enllà de l'èmfasi de Paul Otlet en formes fixes de documents, com ara el llibre, cap a "un horitzó il·limitat de formes físiques i formats estètics per als documents i un horitzó il·limitat de tècniques i tecnologies (i de les agències documentals que els utilitzen) al servei de multitud de cultures particulars". Com molts primers documentalistes europeus, Briet va adoptar la modernitat i la ciència. No obstant això, la seva obra va marcar la diferència en el modernisme i la ciència a través de la influència dels teòrics postestructuralistes francesos i la seva forta orientació cap a l'erudició humanista. Posteriorment, va introduir una segona generació de documentalites europeus i va introduir mètodes i preocupacions humanístiques, especialment la semiòtica i els estudis culturals, a la ciència de la informació.
Tot i que Briet havia estat molt valorada durant bona part de la seva carrera —la Gran Creu de la Legió d’honor se li va conferir el 1950—, va ser oblidada en la seva vida posterior, fins a la seva mort el 1989, quan els erudits van trobar un renovat interès en les seves idees. Avui en dia, els acadèmics sovint acrediten Briet com una visionària, ja que va establir les bases per a marcs i metodologies contemporànies en ciències de la informació aproximadament 50 anys abans. "La seva perspectiva modernista", escriu Michael Buckland, "combinada amb la semiòtica, mereix atenció ara perquè és diferent i ofereix una alternativa a la visió científica i positivista que ha dominat tant la ciència de la informació i que es qüestiona cada vegada més".

## Primers anys de vida
Suzanne Briet va néixer a París, França, l'1 de febrer de 1894, quan va arribar a la majoria d'edat en un moment de grans canvis socials i pèrdues econòmiques a França després de la Primera Guerra Mundial. Tot i que Briet va créixer a París, va romandre lligada al seu lloc de naixement i casa ancestral. Briet tenia només 20 anys en esclatar la guerra. Les Ardenes van ser la via dels exèrcits alemanys que van envair França i, durant les hostilitats, el seu oncle va ser deportat, el seu poble va ser envaït i la casa del seu avi va ser destruïda. Els historiadors han suggerit que potser per les seves experiències durant la guerra, així com pels seus viatges a Anglaterra quan era nena, Briet es va interessar primerament per la Societat de les Nacions, seient en algunes de les sessions celebrades a París i la fundació d'altres organitzacions internacionals. La mare de Briet esperava que fos professora. La família de Briet la va enviar a l’Escola de Sèvres, una escola de dones d’elit per a la formació de professors de secundària, on es va llicenciar en història i es va qualificar per ensenyar anglès i història. Després d’ensenyar a Algèria del 1917 al 1920, Briet va seguir una carrera de biblioteconomia. Va estudiar amb Louis Barrau-Dihigo a la Sorbona, que aparentment estava tan sorprès amb els talents de Briet que "quan Briet va explicar que només podia participar dissabte, va canviar l'hora del curs per acomodar-la". Als 30 anys, el 1924, Briet va ser una de les primeres de les tres dones designades com a bibliotecàries professionals a la Biblioteca Nacional.

## Carrera
La carrera de Briet a la Biblioteca Nacional va ser testimoni de canvis importants en la professió de biblioteca. Briet va tenir un paper central en el moviment de la "biblioteca moderna", que defugia de les tradicions elitistes que havien dominat moltes biblioteques a favor d'idees "modernes" de biblioteconomia. A més de les innovacions tecnològiques, Briet va veure l’aparició de la documentació com una professió diferent amb tècniques, estàndards i formació propis. Les dones també van entrar a les classes professionals a França cada vegada més durant la Segona Guerra Mundial, passant del només 10% de la professió de biblioteca el 1927 al 50% al final de la guerra. Els seus principals èxits durant aquests anys van ser el símbol del seu interès pel servei i la modernització. Entre 1934 i 1954, Briet va crear i supervisar la Salle des Catalogs and Bibliographies, posant a disposició materials a tota França que anteriorment havien estat restringits a la majoria dels mecenes. El 1931 va cofundar (juntament amb el químic Jean Gérard) la Union Française des Organismes de Documentation, l’anàleg francès de la American Documentation Institution, avui coneguda com la Societat Americana de Ciència i Tecnologia de la Informació.
Durant la Segona Guerra Mundial, Briet va ser testimoni de molts dels seus col·legues deportats durant l'ocupació alemanya de París i d'altres detinguts com a comunistes. Tot i un clima de por, censura, opressió i dificultats físiques, Briet es va assegurar de dur a terme el catàleg i els serveis bibliogràfics de la Biblioteca Nacional. Durant la guerra, Briet va continuar el seu interès per la documentació, fins i tot assistint a una conferència a Salzburg, Alemanya, que va ser organitzada per documentalistes alemanys. Al final de la guerra, Briet va assumir un paper més gran en un creixent moviment internacional de documentació. El 1950, va preparar una enquesta internacional d'educació per a bibliotecaris i documentalistes encarregada per la UNESCO i va rebre la Legió d'honor. El 1951, Briet va ajudar a establir l'Institut Nacional de Tècniques de la Documentació al Conservatori Nacional de les Arts i els Mitjans. Va ser la directora fundadora d’estudis i, finalment, la vicepresidenta de la Federació Internacional de Documentació.
Aquell mateix any, Briet va publicar el seu tractat Qu'est-ce que la documentation?, en què esbossa, en 48 pàgines, la seva filosofia de documentació, "empenyent els límits del camp més enllà dels textos per incloure qualsevol forma material d'evidència. ("És un animal viu un document?", es preguntà). La seva carrera de trenta anys a la Biblioteca Nacional sovint va posar Briet en estret contacte amb els principals pensadors francesos de l'època, inclosos científics, historiadors, lingüistes i filòsofs, que van tenir un impacte significatiu en la seva filosofia. Briet es va retirar de la Biblioteca Nacional el 1954 als 60 anys. Va escriure els seus darrers assajos sobre documentació el 1955. Va passar la seva jubilació concentrant-se en altres interessos, inclosa la història de les Ardenes i el poeta Arthur Rimbaud. Les seves memòries es van publicar el 1979. Va morir a Boulogne el 1989.

## Impacte en la ciència de la informació
Briet va publicar aproximadament 100 assajos, llibres i informes sobre documentació, biblioteconomia i història. Va assumir molts dels temes urgents de la documentació en el seu dia: internacionalització, institucionalització, sobrecàrrega d'informació o documental, comunicació acadèmica, ciència i estudis sobre tecnologia, pau mundial i desenvolupament internacional. Briet havia estat profundament compromesa en el moviment de documentació a partir dels anys vint, aportant-li una profunda comprensió de la cultura i les humanitats. Ampliant les tècniques i les idees tecnològiques dels documentalistes europeus anteriors, com Paul Otlet i Henri La Fontaine, "Briet va entendre que la tecnologia i la cultura estaven profundament connectades. Va veure que la societat i, per tant, la cultura, eren redefinides per la tecnologia. Segons la seva opinió, les tècniques de documentació per ajudar i donar forma al treball intel·lectual eren un símptoma i una força que aportava dins de la "industrialització" dels treballadors del coneixement. Ara podem veure, en l’impacte de les computadores i les telecomunicacions, fins a quin punt tenia raó". Com assenyala un acadèmic, "No de nou, fins a la teoria de xarxes d'actors a finals del segle xx, s'articularia un compte de la producció tècnica de la xarxa social i, en concret, de la producció documental".
El conjunt de treballs de Briet apunta a la necessitat d’entendre les categories culturals, els llinatges històrics i les forces socials que creen i mantenen la informació, instant els estudiosos i professionals de la informació a explorar més enllà dels límits de la seva especialització cultural. Paul Otlet va problematitzar la definició de document quan va obrir la possibilitat que qualsevol objecte, independent de la intenció humana que hi ha darrere de la seva creació, es considerés un document. Briet resol aquest problema amb el seu argument que ha de definir un document pel seu ús intencionat com a tal. Ella posa l'exemple d'un antílop: que es fa salvatge a les planes, no és un document, sinó que es captura i es col·loca en un zoo, es converteix en un objecte d'estudi i, per tant, en un document. Funciona, com Briet diu que ha de fer-ho, com a "prova a favor d'un fet". El tractament d’un objecte com a prova no només depèn de les seves pròpies propietats, sinó també del seu marc com a font d’informació. S’ha d’organitzar en una relació significativa amb altres proves per tenir el poder indexat de les proves.
Segons un acadèmic, "Una de les idees més importants de Briet va ser que els documents individuals poden ser interpretats de diferents maneres per diferents persones que vulguin utilitzar-los per a diferents usos. Aquesta variabilitat de la interpretació és característica dels documents fins i tot a nivell de paraules individuals, i les diferents decisions preses per diferents traductors a nivell de paraules poden tenir conseqüències importants". Briet va desenvolupar la noció d'índex (literalment "índex") que no només apuntava a un objecte, sinó que també reflectia les xarxes en què aquest objecte apareix com a cosa anomenada, donant lloc a una definició de "document" inspirada en la semiòtica. A més, Briet va argumentar que les tècniques i les tecnologies són expressions d'una cultura en xarxa. Un erudit explicà la idea d'aquesta manera: "Les tecnologies de la informació i la comunicació poden introduir un" nou ritme "a la societat i la cultura, però elles mateixes són un" símptoma "del desenvolupament social occidental". Per tant, la tècnica i la tecnologia són històricament específiques i simptomàtiques de la cultura. Briet sosté que la documentació ha de respondre incorporant aquests símptomes i especificitats de la cultura occidental, però també ha d'incorporar "la tendència oposada de la modernitat occidental cap a l'expansió global". Briet també va veure el coneixement incrustat i emergent en la producció cultural i social i va veure la modernitat com el creixement de xarxes de coneixement. De fet, en un món cada vegada més globalitzat, Briet va defensar la documentació per assumir la necessitat de la necessitat material en lloc de posar-la al servei de la cultura o de qualsevol altra cultura; és a dir, "la documentació marca la importància de cultures particulars més" localitzades "o especialitzades en termes de les seves necessitats materials, els seus vocabularis especialitzats i les tècniques i tecnologies necessàries per proporcionar serveis documentals a aquests grups".